# Las Higueras, Argentina
Las Higueras är en ort i Argentina.   Den ligger i provinsen Córdoba, i den centrala delen av landet, 600 km väster om huvudstaden Buenos Aires. Las Higueras ligger 432 meter över havet och antalet invånare är 5 282.
Terrängen runt Las Higueras är platt. Runt Las Higueras är det glesbefolkat, med 13 invånare per kvadratkilometer.. Närmaste större samhälle är Río Cuarto, 7,1 km sydväst om Las Higueras.
Trakten runt Las Higueras består till största delen av jordbruksmark.